# Strużka (powiat człuchowski)
Strużka – osada leśna w Polsce położona w województwie pomorskim, w powiecie człuchowskim, w gminie Koczała.
W latach 1975–1998 miejscowość administracyjnie należała do województwa słupskiego.
Nieistniejąca dziś osada przymłyńska, pustkowie, brak zabudowań.